# Hồ Tràng Vinh
Tràng Vinh là một trong những hồ nước ngọt nhân tạo lớn nhất tỉnh Quảng Ninh và là hồ có diện tích lưu vực lớn tại khu vực gần biên giới Việt Nam – Trung Quốc.
Công trình được khởi công năm 1999 và khánh thành và bàn giao cho đơn vị quản lý sử dụng vào tháng 12/2005.

## Khái quát
Khu vực đầu mối hồ thuộc địa bàn xã Hải Tiến, thành phố Móng Cái, tỉnh Quảng Ninh, cách Hạ Long khoảng chừng 150 km về hướng Bắc. Hồ hình thành do việc chặn dòng sông Tràng Vinh, được đưa vào sử dụng từ năm 2005 với dung lượng nước chứa có thể lên đến 84 triệu mét khối. Theo thiết kế, công trình này ngoài việc cung cấp nước ngọt tưới cho 5.850 ha đất nông nghiệp, còn có chức năng cấp nước phục vụ sinh hoạt của nhân dân các xã liền kề và thành phố Móng Cái.

## Thông số kỹ thuật chính
Hồ Tràng Vinh là công trình được đánh giá là một trong các công trình đẹp nhất của ngành thủy lợi khu vực miền bắc tại thời điểm đưa vào sử dụng.
Công trình đầu mối hồ chứa nước Tràng Vinh có phần chính là đập đất ngăn sông cao 28,13m, dài 232,2m, chiều rộng đỉnh đập 6m, cao trình đỉnh đập 26,3m.